# Helga Trüpel
Helga Trüpel, née le 21 juillet 1958 à Moers, est une femme politique allemande membre de l'Alliance 90 / Les Verts.

## Biographie
Elle rejoint les Verts en 1980 alors qu'elle étudie la littérature à l'Université de Brême. 

### Land de Brême
Helga Trüpel est élue au Bürgerschaft de Brême de 1987 à 2004, date de son élection au Parlement européen. Elle en est vice-présidente de 2003 à 2004.
De 1991 à 1995, elle participe au gouvernement du Land en entrant au sénat dirigé par Klaus Wedemeier. Elle y est chargée de la Culture, l'Intégration des étrangères et le Travail des jeunes. De février à juillet 1995, elle est également chargée de la protection de l'environnement et du développement urbain. 

### Parlement européen
Lors des élections européennes de 2004 elle est élue au Parlement européen, où elle siège au sein du groupe des Verts/Alliance libre européenne. Elle y est réélue en 2009 et 2014
Elle est vice-présidente de la commission spéciale sur les défis politiques et les ressources budgétaires pour une Union européenne durable après 2013, de 2010 à 2011. Elle est vice-présidente de la commission de la culture et de l'éducation depuis 2004 et membre de la délégation pour les relations avec la République populaire de Chine depuis 2004. Elle est membre de la commission des budgets de 2004 à 2014. 